# Thada cancellata
Thada cancellata är en rundmaskart. Thada cancellata ingår i släktet Thada och familjen Neotylenchidae. Inga underarter finns listade i Catalogue of Life.